# ヒシアゲ古墳

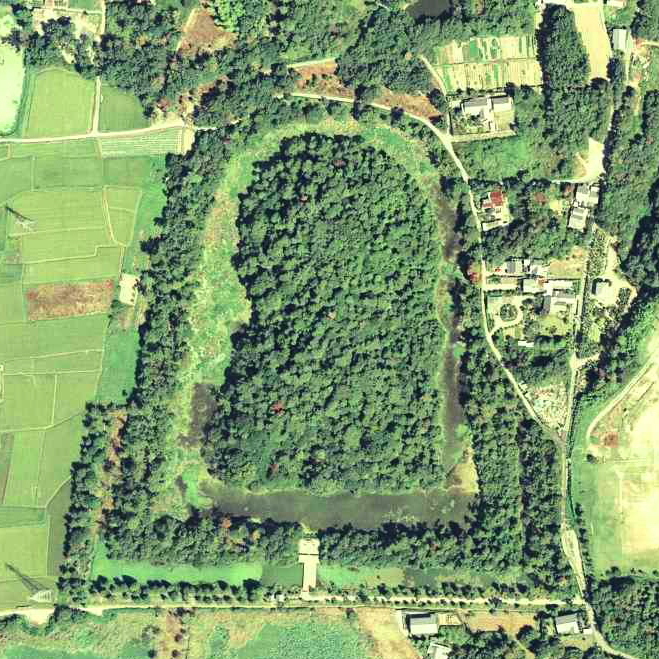
ヒシアゲ古墳の空中写真（1979年）

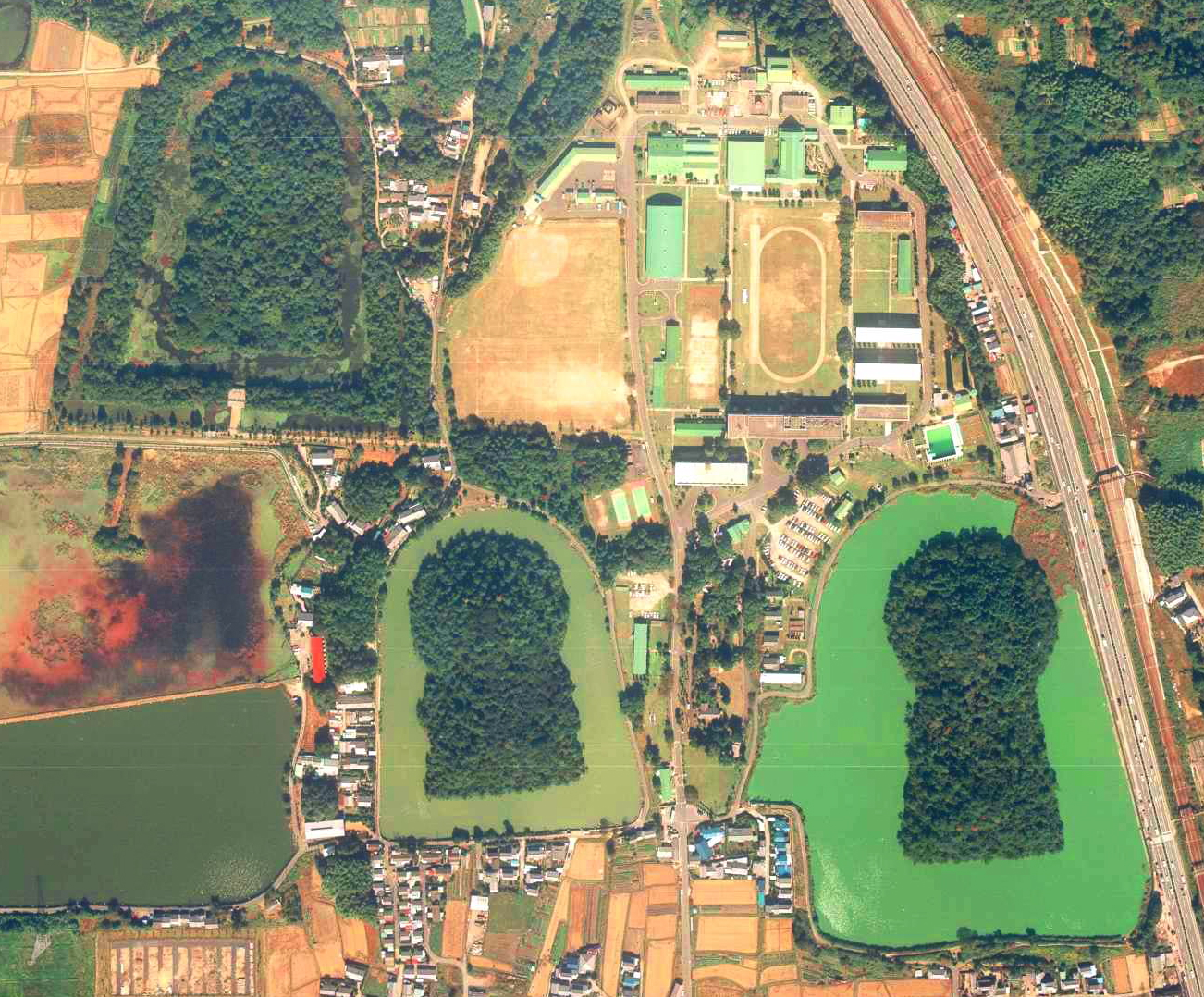
ヒシアゲ古墳（左上）・コナベ古墳（下中）・ウワナベ古墳（右下）

ヒシアゲ古墳は、奈良県奈良市佐紀町にある古墳。形状は前方後円墳。佐紀盾列古墳群を構成する古墳の1つ。
実際の被葬者は明らかでないが、宮内庁により「平城坂上陵（ならさかのえのみささぎ）」として第16代仁徳天皇皇后の磐之媛命の陵に治定されている。

## 概要
奈良市佐紀町字ヒシゲにある、全長219m、後円部径124m、後円部高さ16.2m、前方部幅145m、前方部高さ13.6mの前方後円墳。
現在宮内庁に管理されていて、自由に立ち入りできない。陵名は平城坂上陵（ならのさかのうえのみささぎ）。佐紀盾列古墳群に属する。
築造時期は5世紀中葉～後半と思われる。磐之媛命の墓とされている。

## 構造
前方部に二重濠があり、珍しい。

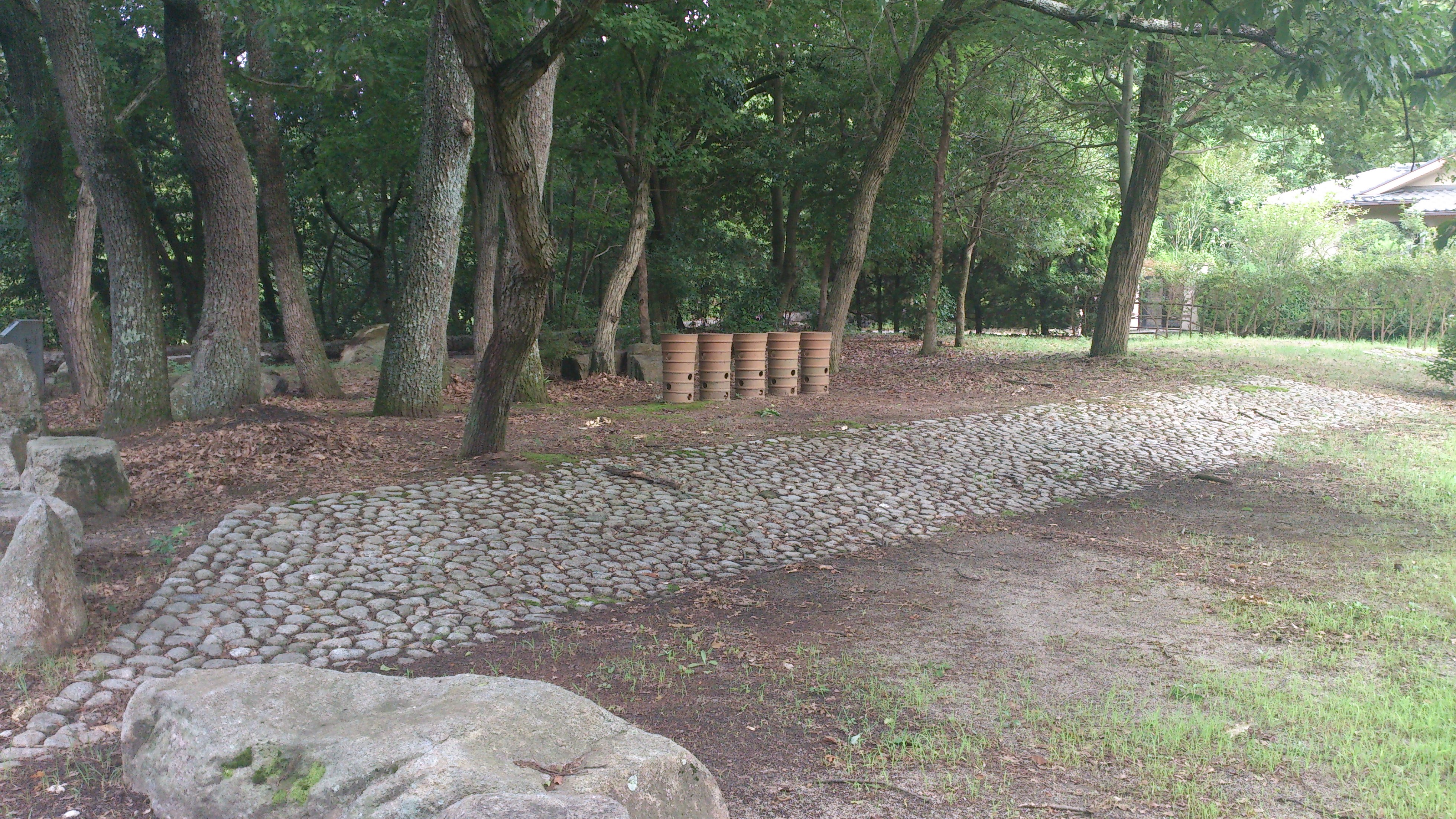
一部復元された外堤

1993年に奈良県立橿原考古学研究所が行った調査では、後円部東側くびれ部相当の内堤の外法肩部分で円筒埴輪列が見つかった。現在、奈良県の風致保全整備事業の公園となって一部は遺構復元がなされ、複製埴輪が立つ。また外濠を横断する渡土堤の存在も確認された。